# Telegatti 1992

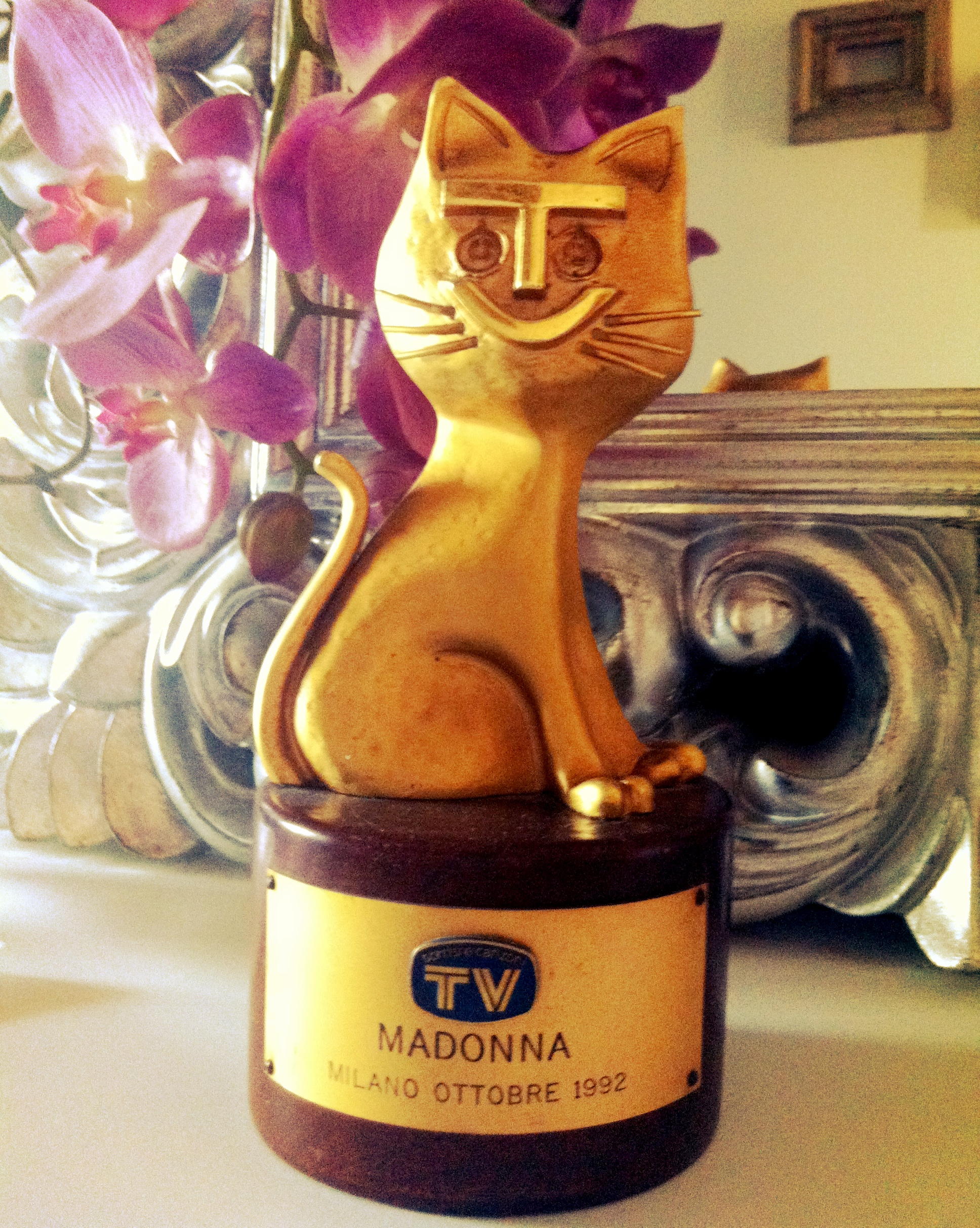
Telegatto consegnato a Madonna

La 9ª edizione del Gran Premio Internazionale dello Spettacolo si è tenuta a Milano, al Teatro Ventaglio Nazionale, il 5 maggio 1992. Conduttori della serata sono stati Corrado, per il terzo anno consecutivo, e Fabrizio Frizzi affiancati da Antonella Elia.
Quest'edizione è stata la prima (e per ora l'unica) in cui la coppia conduttrice è maschile. Torna sul palco Sylvester Stallone, come premiatore, insieme all'amico-rivale Arnold Schwarzenegger, come vincitore: i due si congratulano comunque insieme sul palco, regalando anche qualche occasione di risa per la platea. Presente anche il regista Gabriele Salvatores, rappresentante dell'Italia agli Oscar con il suo Mediterraneo, vincitore come miglior film straniero.
L'incasso della serata è stato devoluto all'Associazione Nazionale Lotta contro l'AIDS.
Elton John si esibisce con The One.

## Vincitori
I premi sono assegnati alle trasmissioni andate in onda l'anno precedente alla cerimonia. Di seguito vengono elencate le varie categorie di premi, e i rispettivi vincitori dell'anno.

### Personaggio femminile dell'anno
- Lorella Cuccarini
- Milly Carlucci
- Alba Parietti

### Personaggio maschile dell'anno
- Marco Columbro
- Corrado
- Fabrizio Frizzi

### Trasmissione dell'anno
- Scherzi a parte, Italia 1

### Trasmissione rivelazione dell'anno
- Avanzi, Rai 3

### Miglior film TV
- La storia spezzata, Rai 2
- Piazza di Spagna, Canale 5
- Fantaghirò, Canale 5

### Miglior telefilm cult
- Miami Vice, trasmesso su Rai 2

### Miglior telefilm italiano
- Detective Extralarge, Rai 2

### Premio speciale telefilm più amato dai giovani
- MacGyver, trasmesso su Italia 1

### Premio TV utile
- Mi manda Lubrano, Rai 3
- Diogene, Rai 2
- Forum, Canale 5

### Miglior trasmissione di informazione e cultura
- Samarcanda, Rai 3
- Mixer, Rai 2
- Una storia, Rai 1

### Miglior quiz e gioco TV
- La ruota della fortuna, Canale 5
- Telemike, Canale 5
- Il gioco dei 9, Italia 1

### Miglior trasmissione di intrattenimento con ospiti
- Maurizio Costanzo Show, Canale 5
- Mezzogiorno italiano, Italia 1
- Buon pomeriggio, Rete 4

### Miglior trasmissione di varietà e musica
- Scommettiamo che...?, Rai 1
- Paperissima, Canale 5
- Buona Domenica, Canale 5

### Miglior telenovela
- Manuela, trasmesso su Rete 4
- Beautiful, trasmesso su Rai 2
- Edera, Canale 5

### Miglior trasmissione sportiva
- Pressing, Italia 1
- Mai dire Gol, Italia 1
- 90º minuto, Rai 1

### Miglior trasmissione per ragazzi
- Disney Club, Rai 1
- Big!, Rai 1
- Bim bum bam, Italia 1

### Miglior artista internazionale
- Madonna

### Miglior spot
- Artsana Control

## Premi speciali
- A Bud Spencer e Terence Hill, per il cinema italiano in TV
- Ad Arnold Schwarzenegger, per il cinema straniero in TV

### Lettore di TV Sorrisi e Canzoni
- Alla signora Ivana Serafini

## Statistiche emittente/vittorie
- Rai 1   2 premi
- Rai 2   3 premi
- Rai 3    3 premi

Totale Rai: 8 Telegatti
- Canale 5   2 premi
- Italia 1      3 premi
- Rete 4     1 premio

Totale Fininvest: 6 Telegatti